# Soundhound

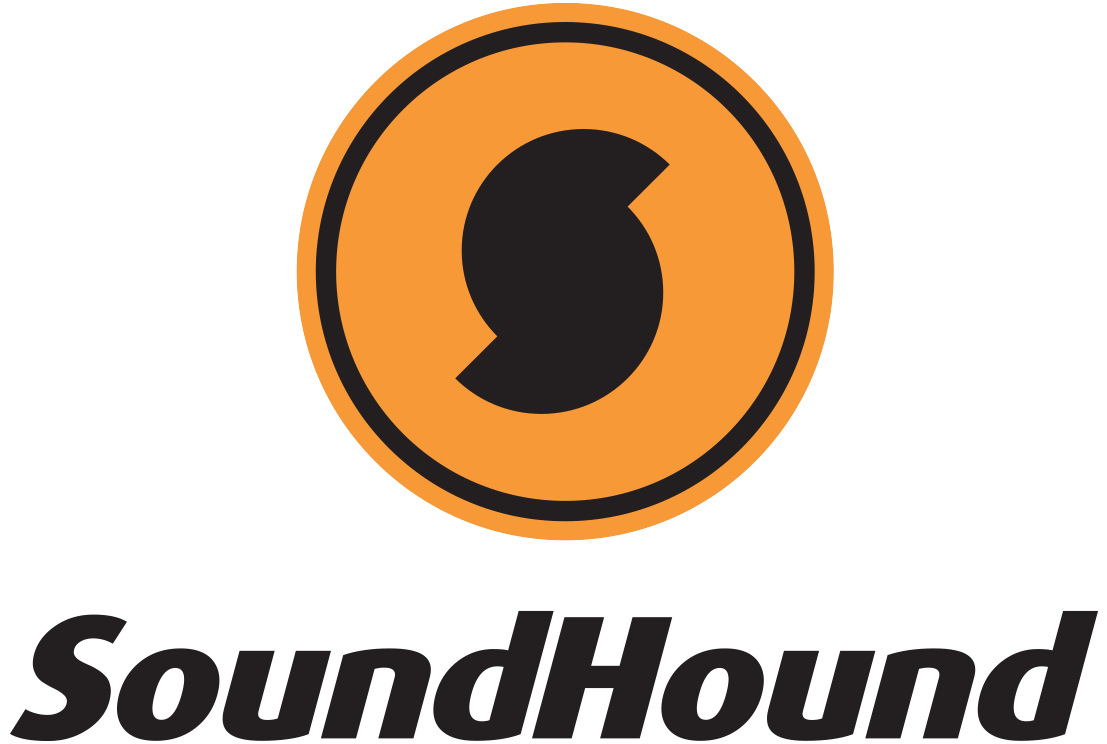
Logotypen för Soundhound-appen.

Soundhound Inc. är ett ljudigenkännings-företag som grundades 2005 av Keyvan Mohajer. Företaget utvecklar ljudigenkännings-teknik och ljud-sökteknik. Deras främsta produkt är en musik- och ljudigenkänningsapp som heter Soundhound. Företaget har sitt huvudkontor i Santa Clara, Kalifornien. Under 2015 hade företaget över 260 miljoner användare. Företaget har också utvecklat ljudigenkännings-produkter för bilar, bl.a. till företaget Hyundai. Appen finns tillgänglig för IOS och Android.